# Visual Basic .NET
Visual Basic .NET je nová[ujasnit] generace jazyka Visual Basic postavená na platformě .NET Framework. Jedná se o moderní objektově orientovaný jazyk, který se neustále vyvíjí a který má po celém světě velký počet[ujasnit] uživatelů.[zdroj⁠?!]

## Výhody oproti Visual Basic 6
Nová verze Visual Basic .NET má oproti starší verzi Visual Basic 6 mnoho výhod, které v zásadě vychází z využití .NET Frameworku.
- Kompletní objektově orientovaný model. Plně podporovány jsou například třídy, dědičnost, rozhraní a generické datové typy.
- Povinná deklarace proměnných. Mnoho programátorů si stěžovalo na absenci nutnosti deklarace proměnných u starších verzí. Bez nadeklarování proměnné se automaticky použil datový typ Variant, který byl výrazně pomalejší a zabral v paměti daleko více místa. Nová verze deklaraci proměnných vyžaduje. Datový typ Variant byl zrušen, ke stejným účelům používá .NET Framework datový typ Object.
- Rychlejší kód. Programy napsané nad rozhraním .NET Framework se kompilují do jazyka MSIL, což je jazyk podobný assembleru. Kód v tomto jazyce se zabalí do EXE souboru a teprve před spuštěním programu na klientské stanici se provede kompilace do kódu strojového. Výhodou je, že se díky tomu může výsledný strojový kód optimalizovat přímo pro procesor daného počítače. Protože všechny jazyky nad .NET Framework kompilují stejně, jsou výsledné programy stejně rychlé, jako např. v jazyce C#. Aplikace napsané pro .NET Framework 2.0 mohou být až mnohonásobně rychlejší než aplikace pro Visual Basic 6.
- Rozšíření možností jazyka. Možnosti jazyka byly rozšířeny tak, aby mohl plně využívat výhod .NET Frameworku.

Nejzákladnější příklady jsou uvedeny zde (je jich samozřejmě mnohem více):
```
Dim
 
x
 
As
 
Double
 
=
 
1.15
 
'přiřazení hodnoty přímo v deklaraci

Dim
 
a
()
 
As
 
Integer
 
=
 
{
15
,
 
34
,
 
62
}
 
'vytvoření pole přímo v deklaraci

For
 
i
 
As
 
Integer
 
=
 
0
 
To
 
15
 
'deklarace proměnné přímo v cyklu

Next

<WebMethod()>
 
_
 
'atributy u procedury

Public
 
Sub
 
MojeProcedura
()

End
 
Sub

While
 
i
 
>
 
5
 
'změna ukončení smyčky While - konec je End While a ne Wend

End
 
While

Public
 
Sub
 
Button1_Click
(
ByVal
 
sender
 
As
 
Object
,
 
_

  
e
 
As
 
System
.
EventArgs
)
 
Handles
 
Button1
.
Click
,
 
Button2
.
Click

  
'klíčové slovo Handles připojuje událost na proceduru

End
 
Sub

```

- Lepší vývojové prostředí. Přestože se nejedná přímo o výhodu jazyka jako takového, i kvalita a dostupnost vývojového prostředí ovlivňuje použitelnost tohoto jazyka. Můžete použít buď placené Visual Studio .NET či jeho Express Edition, která je pro nekomerční i komerční využití dostupná zdarma. Obě prostředí obsahují základní nástroje (namátkou designer formulářů, IntelliSense – interaktivní výpisy vlastností a metod objektů, Code snippets), Visual Studio .NET pak nabízí i pokročilé nástroje pro refactoring, profilování a řízené testovací procesy.
- Možnost vyvíjet i webové a mobilní aplikace. Visual Basic .NET může být využit i k vývoji webových aplikací na platformě ASP.NET, čímž se výrazně rozšiřuje jeho pole působnosti. Taktéž je možné vyvíjet i aplikace pro mobilní zařízení na platformě Windows Mobile díky rozhraní .NET Compact Framework, což je podmnožinou .NET Frameworku. Kód je tedy stejný, některé funkce ovšem nelze využívat. Převod aplikací z desktopu do mobilního zařízení je díky tomu snadnou záležitostí.

## Nevýhody jazyka Visual Basic .NET
- Kód není zpětně kompatibilní s aplikacemi napsanými ve Visual Basic 6. Vývojová prostředí sice obsahují průvodce pro konverzi projektu, který ovšem nezvládne vše. Jednodušší aplikace však zkonvertovat jdou, u složitějších jsou nutné zásahy do kódu. Je to dáno tím, že architektura .NET Frameworku je úplně jiná a ne vše jde převést automatizovaně. Microsoft však vydal mnoho dokumentů a pokynů k tomu, aby i ruční konverze problematických bloků kódu byla maximálně jednoduchá.
- Programy vyžadují nainstalovaný .NET Framework. Ten je však součástí automatických aktualizací a v současné době jej vyžaduje poměrně dost programů i her, takže je pravděpodobné, že jej většina uživatelů již má.

## Shrnutí
Visual Basic .NET je plnohodnotný moderní objektově orientovaný programovací jazyk, který má stejné možnosti jako jeho největší rival C#.
Je o poznání jednodušší na naučení, obsahuje totiž mnoho klíčových slov, která jsou jednoduše srozumitelná i pro začátečníka, nebo programátora, který tento jazyk vidí poprvé.
Současná verze jazyka (rok 2019) je verze Visual Basic 16.0.